# Kneajîkî, Rujîn
Kneajîkî (în ucraineană Княжики) este localitatea de reședință a comunei Kneajîkî din raionul Rujîn, regiunea Jîtomîr, Ucraina.

## Demografie
Componența lingvistică a localității Kneajîkî
     Ucraineană (99,47%)
     Alte limbi (0,53%)
Conform recensământului din 2001, majoritatea populației localității Kneajîkî era vorbitoare de ucraineană (99,47%), existând în minoritate și vorbitori de alte limbi.